# Acquacanina
Acquacanina is een gemeente in de Italiaanse provincie Macerata (regio Marche) en telt 128 inwoners (31-12-2004). De oppervlakte bedraagt 26,7 km², de bevolkingsdichtheid is 5 inwoners per km².

## Demografie
Acquacanina telt ongeveer 61 huishoudens. Het aantal inwoners steeg in de periode 1991-2001 met 13,9% volgens cijfers uit de tienjaarlijkse volkstellingen van ISTAT.
| Jaar | Inwoneraantal |
| ---- | ------------- |
| 1991 | 122           |
| 2001 | 139           |

## Geografie
De gemeente ligt op ongeveer 734 m boven zeeniveau.
Acquacanina grenst aan de volgende gemeenten: Bolognola, Fiastra, Fiordimonte, San Ginesio, Sarnano, Ussita, Visso.